# Feux croisés sur Broadway
Pour plus de détails, voir Fiche technique et Distribution.
Feux croisés sur Broadway (titre original : Todesschüsse am Broadway) est un film allemand réalisé par Harald Reinl, sorti en 1969.
Il s'agit du huitième (et dernier) film de la série Jerry Cotton.

## Synopsis
Le gang de Joe Costello vole les lingots d'or de la banque de la Réserve fédérale pour une valeur de trois millions de dollars. Un de ses membres, Johnny Peters, est en réalité un agent du FBI, il cache le butin dans le port. Mais après que Joe Costello l'a découvert, il le fait tuer puis est arrêté.
Un gang concurrent, dirigé par Woody Davis, libère Costello pour avoir le butin. Cependant Costello échappe à tout le monde. Cindy Holden, la petite amie de Johnny Peters, est traquée par Costello et Davis. L'agent du FBI Jerry Cotton est chargé de trouver l'or avant eux.

## Fiche technique
- Titre : Feux croisés sur Broadway
- Titre original : Todesschüsse am Broadway
- Réalisation : Harald Reinl, assisté de Charles Wakefield
- Scénario : Rolf Schulz, Christa Stern
- Musique : Peter Thomas
- Direction artistique : Ernst H. Albrecht
- Costumes : Irms Pauli
- Photographie : Heinz Hölscher
- Son : Gerhard Birkholz
- Montage : Gisela Haller (de)
- Production : Heinz Willeg (de)
- Sociétés de production : Allianz Film Produktion, Terra Filmkunst
- Société de distribution : Constantin Film
- Pays d'origine :  Allemagne de l'Ouest
- Langue : allemand
- Format : Couleurs - 1,66:1 - Mono - 35 mm
- Genre : Policier
- Durée : 89 minutes
- Dates de sortie :
  -  Allemagne de l'Ouest : 26 mars 1969.
  -  Pays-Bas : 19 mars 1970.
  -  France : 12 mai 1971[1].
  -  Finlande : 10 septembre 1971.

## Distribution
- George Nader : Jerry Cotton
- Heinz Weiss : Phil Decker
- Heidy Bohlen : Cindy Holden
- Miha Baloh (sl) : Joe Costello
- Horst Naumann : Woody Davis
- Michaela May : Alice Davis
- Konrad Georg : Mr. Ross
- Herbert Fux : Robin, le majordome
- Manfred Reddemann (de) : Hairy
- Karl-Heinz Thomas : Dick
- Ulli Kinalzik (de) : Freddy
- Art Brauss : Hank
- Rudolf Fernau : Charly
- Hans Heyde : Johnny Peters
- Gerhard Frickhöffer : Bob Hiller
- Klaus-Hagen Latwesen (de) : Tonio
- Belarminou Gomis : Jim le barman
- Albert Venohr : Mr. Truman

## Histoire
Le film est tourné du 18 novembre 1968 au 23 janvier 1969. Il est réalisé en grande partie dans le studio de Berlin-Tempelhof (Tempelhof Studios) avec des plans extérieurs de New York, Las Vegas, Hambourg et Berlin.
Feux croisés sur Broadway est le dernier film de la série "Jerry Cotton". Un neuvième film, Nr 1 wird abserviert, était prévu, il restera en projet.

## Source de traduction
- (de) Cet article est partiellement ou en totalité issu de l’article de Wikipédia en allemand intitulé « Todesschüsse am Broadway » (voir la liste des auteurs).